# Benedetto Briosco

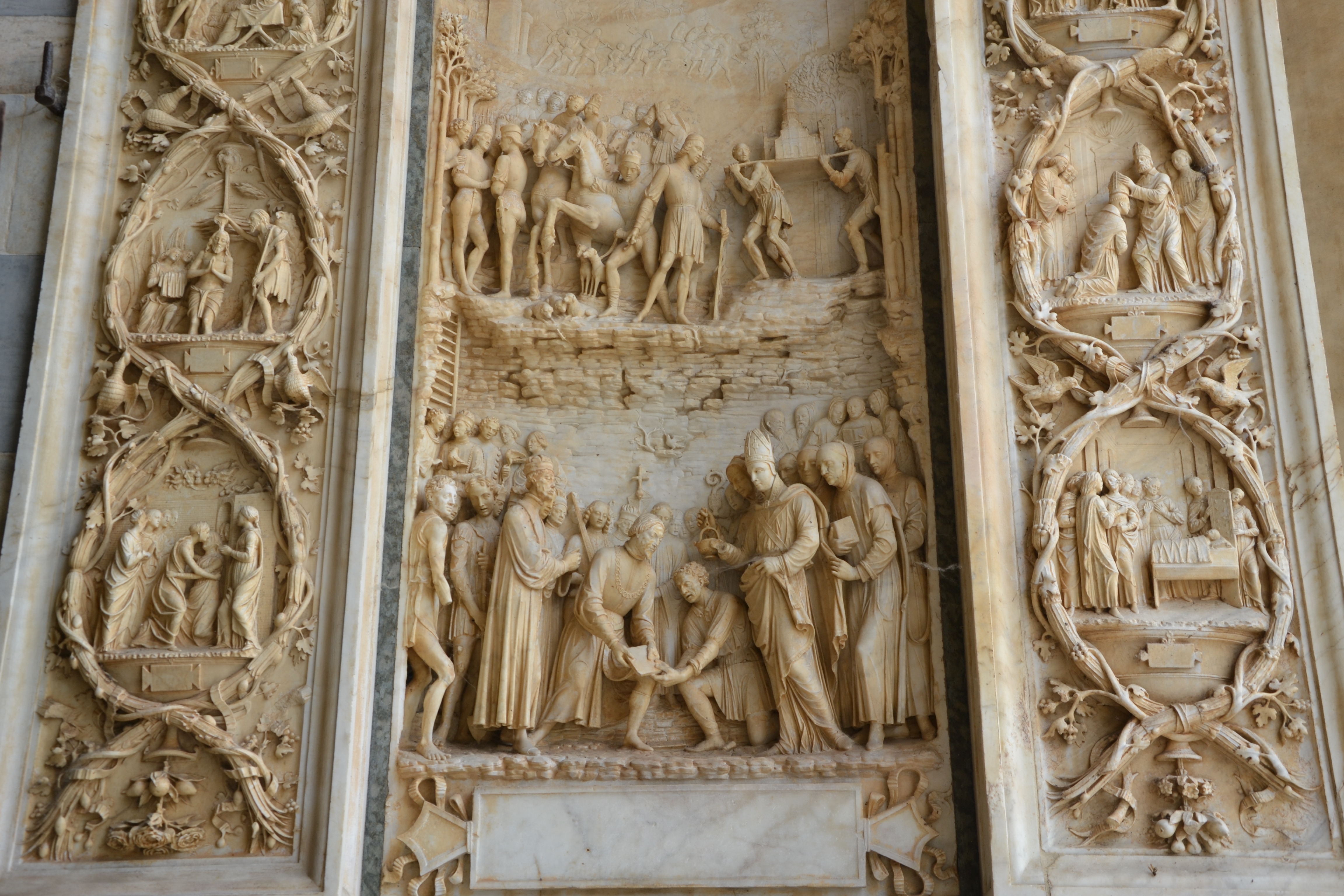
Certosa di Pavia, dettaglio dei bassorilievi del portale (1501)

Benedetto Briosco (Pavia, 1460 circa – Pavia, 1517 circa) è stato uno scultore e architetto italiano del Rinascimento, attivo all'incirca tra il 1477 e il 1517.

## Biografia
Una delle sue prime opere documentate è l'impressionante sepolcro di Ambrogio Grifi, nell'omonima cappella in San Pietro in Gessate a Milano, e del Duomo di Milano da un crudo realismo (1489). La statua faceva parte di un vastissimo cenotafio, oggi smembrato, che dalle descrizioni antiche sappiamo essere simile alle opere analoghe di Giovanni Antonio Amadeo. Sempre ai suoi esordi, caratterizzati dalla collaborazione con Francesco Cazzaniga, appartengono i lavori al Monumento Brivio a Sant'Eustorgio (1489) ed il monumento Della Torre nella Chiesa di Santa Maria delle Grazie (1483-1484).
Attivo, dal 1492 circa, nel cantiere della Certosa di Pavia, Briosco partecipò alla decorazione della facciata (in collaborazione con Giovanni Antonio Amadeo) e del sepolcro di Gian Galeazzo Visconti (su direzione di Giovanni Cristoforo Romano), scolpendo le statue della Vergine col Bambino, dei Santi Lorenzo e Pietro, della Maddalena, di San Paolo, e di Cristo in gloria. Successe quindi a Giovanni Antonio Amadeo nei lavori della facciata (dopo che i due, con un contratto precedente, si erano equamente divisi i lavori), realizzando il portale della Chiesa, di un misurato classicismo, affiancato da quattro colonne binate (1501/1507). Sono opera del Briosco, che qui denota anche un certo influsso delle tipologie di Leonardo da Vinci (si vedano i volti e la resa naturalistica delle rocce), anche i rilievi maggiori degli stipiti, con storie della Certosa.
Al secondo periodo di attività certosina risalgono anche l'arca dei SS. Pietro e Marcellino nel Duomo di Cremona (1508-1513) e la tomba di Ludovico II nella chiesa di S. Giovanni a Saluzzo (1508-1512). Già dagli anni della Certosa, Briosco aveva cominciato a scolpire statue per il cantiere del Duomo di Milano, come la bellissima e classicheggiante Sant'Agnese (1492 circa), oggi nel museo della cattedrale. Risale a quegli anni (1495 circa) anche il Monumento Longhignana originariamente in San Pietro in Gessate ed oggi nella cappella del palazzo Borromeo all'Isola Bella.

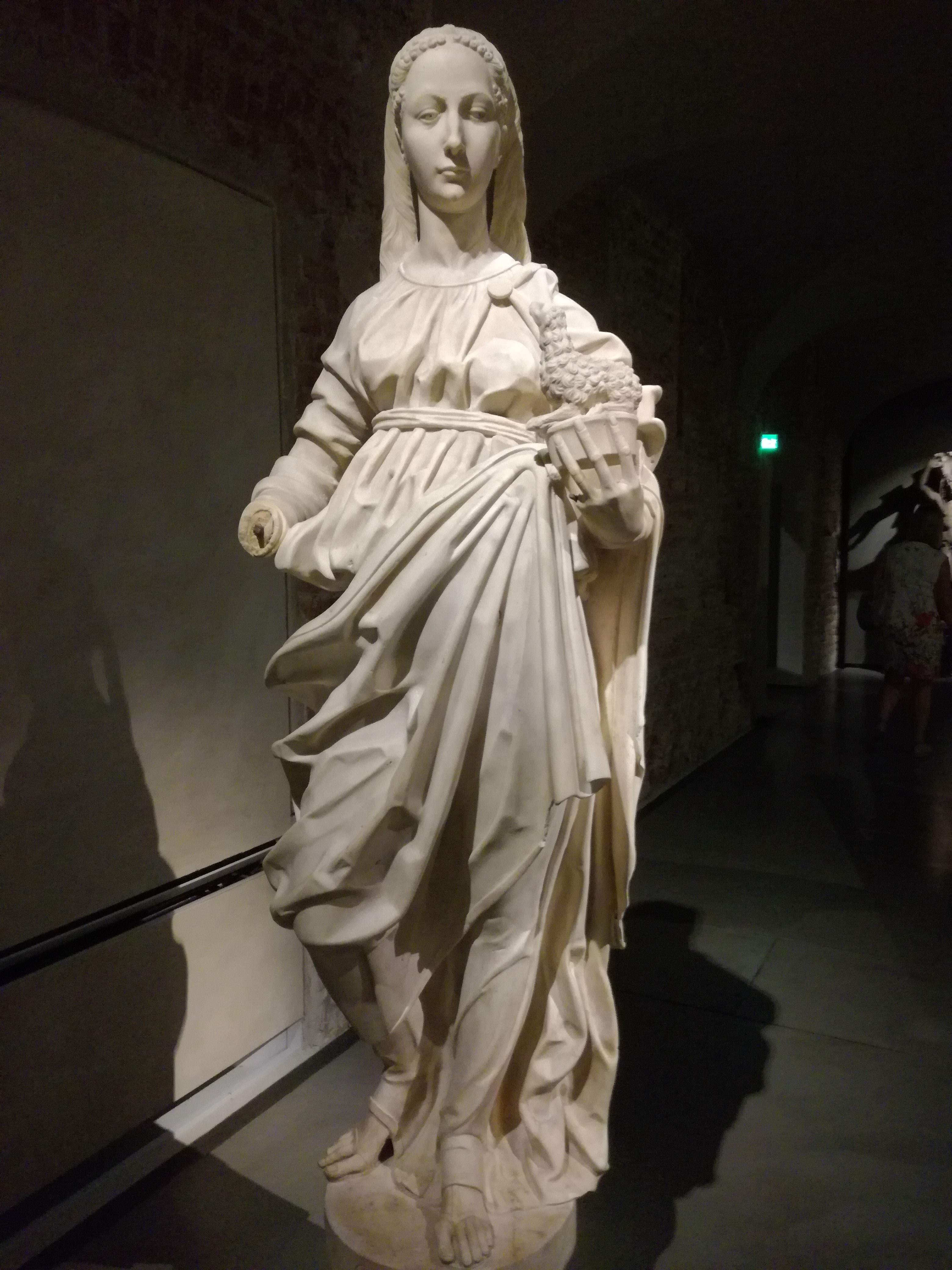
Sant'Agnese, Museo del duomo di Milano.
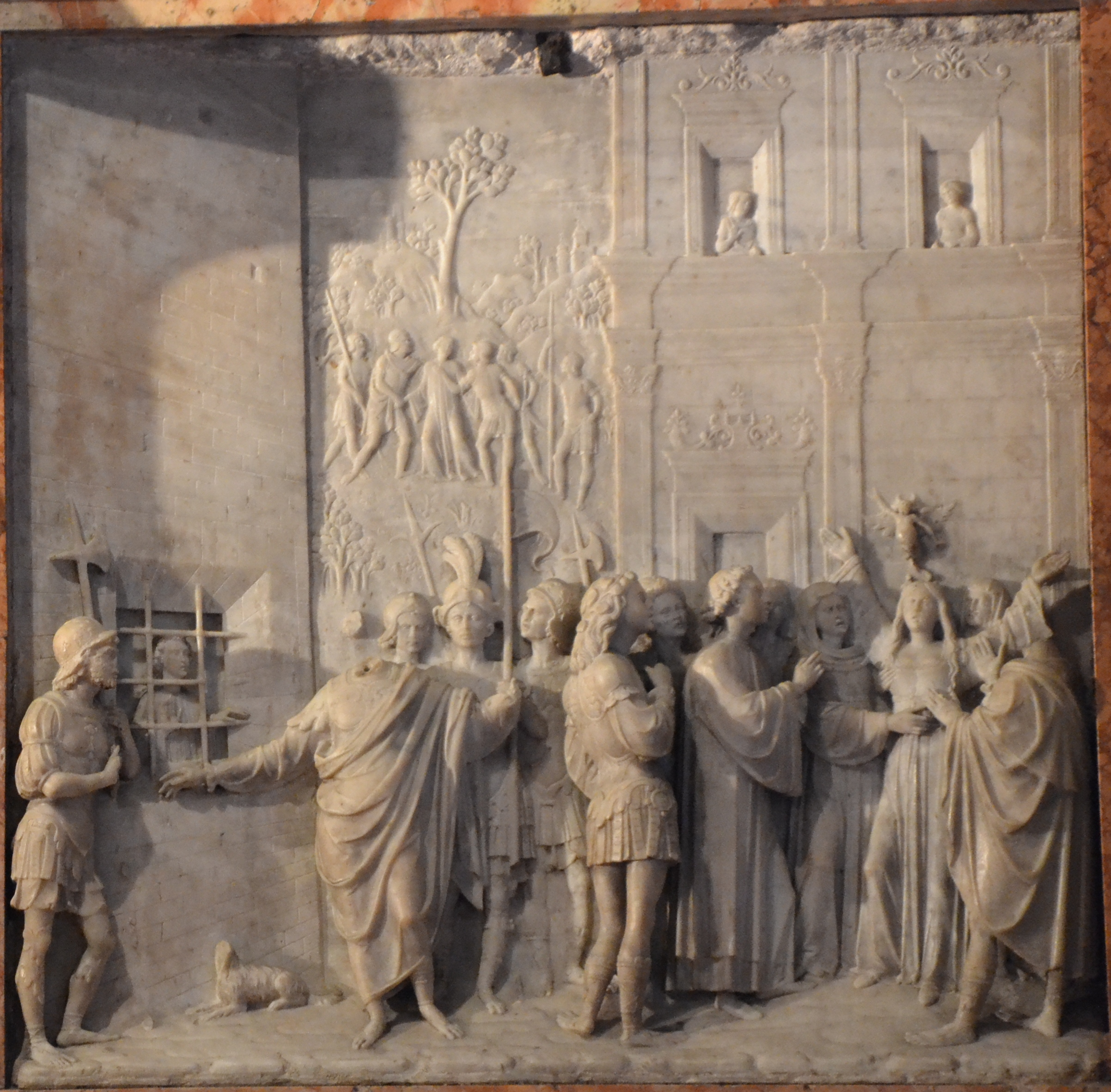
Duomo di Cremona, Arca dei SS. Marcellino e Pietro.
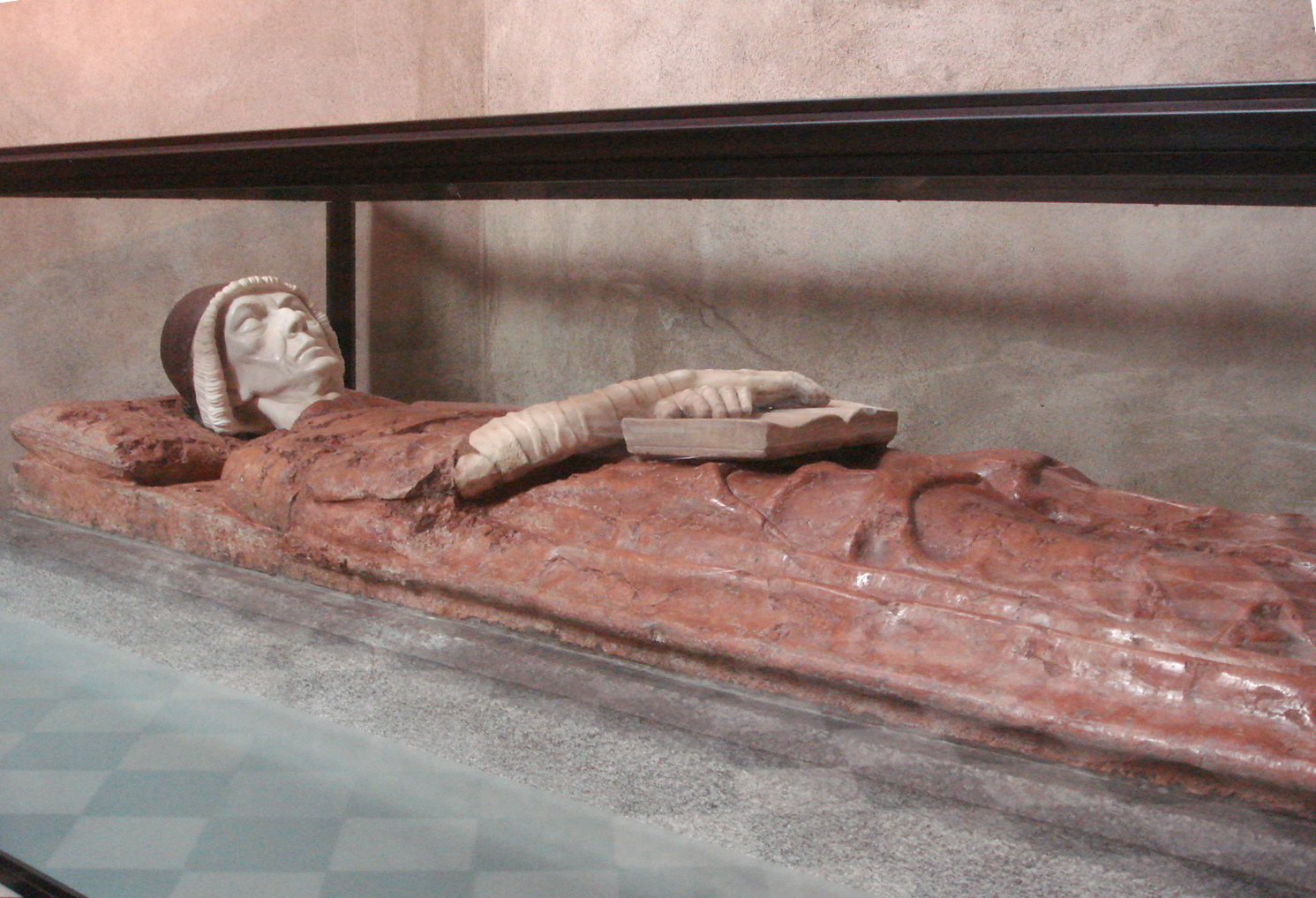
Milano, S. Pietro in Gessate, Tomba di Ambrogio Grifi.
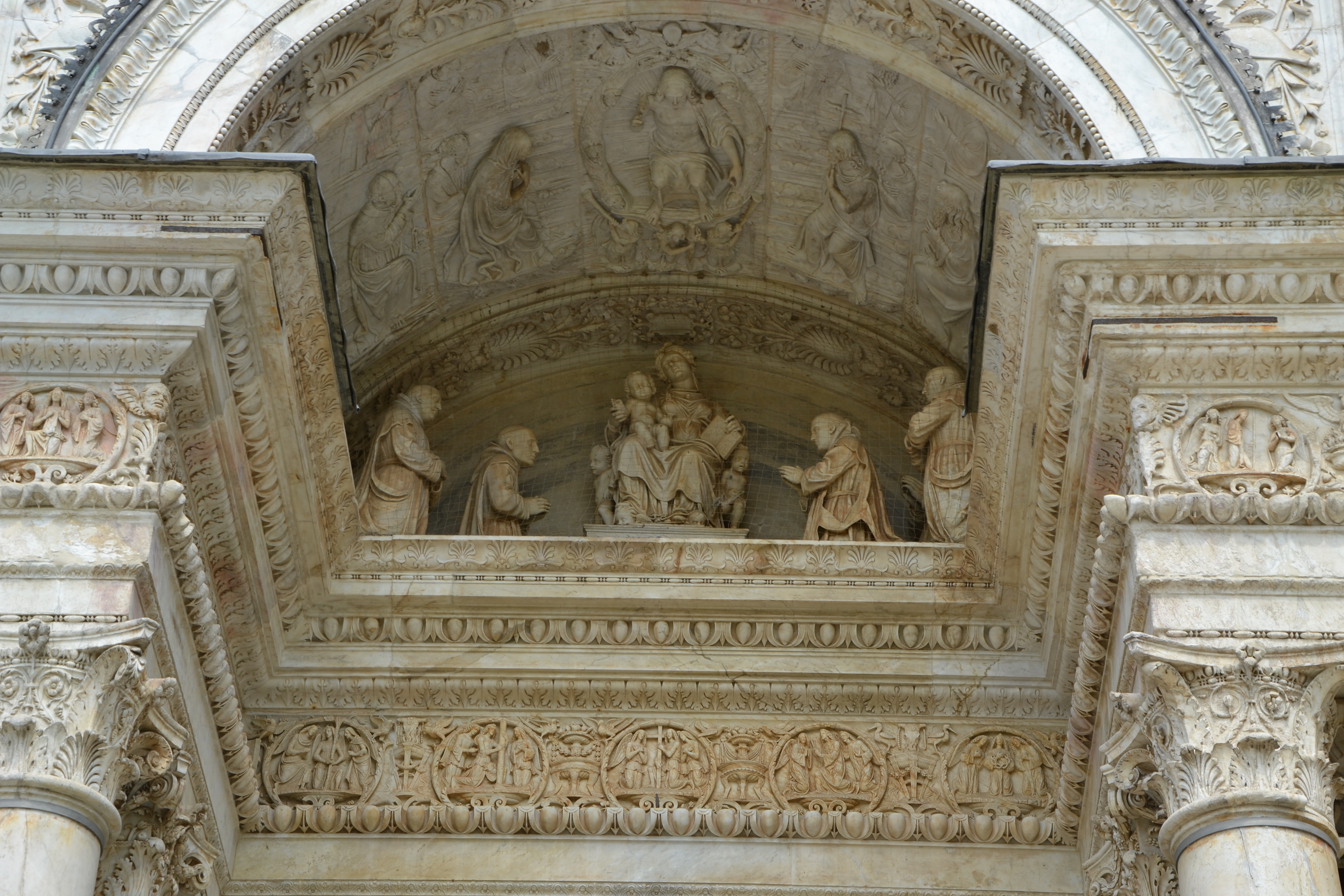
Certosa di Pavia, portale principale.